# Jordan Walker
Jordan Walker (Port Washington, 11 agosto 1999) è un cestista statunitense.